# Formula–E
A Formula–E egy elektromos autóverseny kategóriája, szabályait a Nemzetközi Automobil Szövetség (FIA) határozza meg. A Formula–E célja, hogy a legmagasabb szinten versenyezzenek az együléses elektromos autók. 2012-ben alapították meg a sorozatot, de az első szezon csak 2014–2015-ben indult.

## Története
A sorozatot 2012-ben álmodták meg, az autók bemutatása 2013-ban megtörtént, míg az első bajnokság 2014-ben vette kezdetét.
2012 szeptemberében bejelentették, hogy a korábbi Formula–1-es pilóta Lucas di Grassi lesz a sorozat tesztpilótája. Novemberben hivatalossá vált, hogy 42 autó fog rajthoz állni a sorozatban. A Formula–1-es McLaren biztosította a motort, a sebességváltót és az elektronikai berendezést az összes autóba. A karosszériákat a Dallara a Spark Racing Technologiesszel fegyüttműködve gyártotta.
A 2014-es szezonra 10 nagyvárosban fognak versenyt rendezni. A legtöbb sportággal ellentétben a Formula–E sorozat versenyzői utcai pályákon fognak versenyezni. Rio de Janeiro és Róma az első két helyszíne a sorozatnak. A FEH tárgyalásokat folytat London polgármesterével, Boris Johnsonnal egy esetleges verseny megrendezéséről. 2013 májusában nyilvánosságra hoztak 9 várost, ahol versenyt fognak rendezni a 2014-es debütáláskor: London, Róma, Los Angeles, Rio de Janeiro, Miami, Peking, Putrajaya, Bangkok, Buenos Aires és Berlin.
A Drayson Racing és a China Racing  volt az első két csapata a sorozatnak. 2013. július 17-én hivatalosan bejelentették, hogy a harmadik csapat az Andretti Autosport lesz.
A sorozat első szezonjában Londonban dupla futamot rendeztek. A kvalifikáción négy csoportra osztották a mezőnyt, amelyekbe sorsolással kerültek ki a pilóták. Ezek önálló, 10 perces etapokban hajtottak a pályára, a rajtsorrendet pedig a kombinált eredmény határozta meg. A pole-pozíciós 3 bajnoki ponttal is gazdagodott. A szezon során Sébastien Buemi háromszor, Nelson Piquet és Sam Bird 2-2 alkalommal nyert, míg Lucas di Grassi, Jérôme d’Ambrosio, Nicolas Prost és António Félix da Costa 1-1 futamot nyert meg. 35 pilóta vett részt a sorozat első évében versenyen. A konstruktőrök bajnokságát az e.dams Renault nyerte, míg az egyéni bajnoki címet Nelson Piquet Jr. nyerte meg Sébastien Buemi előtt egy ponttal.
A Formula–E első hat idényében öt különböző versenyző tudott bajnoki címet szerezni, egyedül a francia Jean-Éric Vergne-nek sikerült megvédenie elsőségét a 2018–2019-es bajnokság végén. 	
A 2018–2019-es szezontól a bajnokság betétfutamaiként rendezik meg a Jaguar I-Pace eTrophy sorozat versenyeit.
A 2019–2020-as szezont az első öt versenyt követően félbeszakították a koronavírus-járvány miatt, majd több hónapos szünetet követően augusztusban fejezték be Berlin városában, ahol hat versenyt is lebonyolítottak a szervezők, három különböző vonalvezetést használva.
A Nemzetközi Automobil Szövetség 2019 decemberében hozott döntése értelmében a sorozat a 2020–2021-es szezontól kezdve világbajnoki minőségben kerül megrendezésre.

## Fanboost
Az első szezonban a rajongók a verseny kezdetéig szavazhattak a sorozat honlapján arra a pilótára, akinek extra teljesítményt szerettek volna adni, majd pedig a három legtöbb voksot kapó versenyző részesült a FanBoost előnyeiben. Ennek értelmében a jutalmazott mindkét autójában egyszer aktiválhatta ezt a funkciót, ami 5 másodperc időtartamra 150-ről 180 kW-ra növelte az autó teljesítményét, ez pedig segítséget nyújthatott a támadásban, az előzésben vagy akár a védekezésben. A második szezontól a szavazást immár nem 20 perccel a rajt előtt zárják le, hanem majd csak 6 perccel azt követően, hogy a futam kezdetét vette. Így a rajongók a verseny kezdeti állásának ismeretében is támogatásukról biztosíthatnak még egy-egy pilótát. A szavazás menete is változik, hiszen immár egy néző nem csak eseményenként egyszer, hanem a megnyitást követően minden nap egyszer leadhatja voksát, amihez a hivatalos oldal mellett már a Facebookot, a Twittert és az Instagramot is használhatja, hashtag beillesztésével a rendszer ott is rögzíteni tudja a beérkező neveket. A módosítás következtében pedig a pályán is változtak a szabályok. Mivel a szavazás a verseny elején is tart, a pilóták csak a második autójukra kapják majd meg a FanBoostot, így kettő helyett csak egyszer használhatják azt a futamon. Ezúttal viszont többet játszadozhatnak vele. 180 kW-ról 200 kW-ra növekedhet majd általa a teljesítmény, ám a versenyzők egy megadott intervallumon belül maguk határozhatják majd meg, hogy a 100 kJ energiát hogyan osztják be, hosszabb időre kisebb teljesítménynövekedést, vagy rövidebb ideig nagyobb löketet szeretnének-e kapni.

### Bajnokok
| Szezon  | Világbajnok versenyző  | Világbajnok versenyző            | Világbajnok versenyző          |                                 | Világbajnok konstruktőr        | Világbajnok konstruktőr |
| Szezon  | Versenyző              | Csapat                           | Autó                           | Csapat                          | Autó                           |                         |
| ------- | ---------------------- | -------------------------------- | ------------------------------ | ------------------------------- | ------------------------------ | ----------------------- |
| 2014–15 | Nelson Piquet, Jr.     | NEXTEV Team China Racing         | Spark-Renault SRT 01E          | Renault e.dams                  | Spark-Renault SRT 01E          |                         |
| 2015–16 | Sébastien Buemi        | Renault e.dams                   | Spark-Renault Z.E 15           | Renault e.dams                  | Spark-Renault Z.E 15           |                         |
| 2016–17 | Lucas di Grassi        | ABT Schaeffler Audi Sport        | Spark-ABT Schaeffler FE02      | Renault e.dams                  | Spark-Renault Z.E 16           |                         |
| 2017–18 | Jean-Éric Vergne       | Techeetah                        | Spark-Renault Z.E 17           | ABT Schaeffler Audi Sport       | Spark-Audi e-tron FE04         |                         |
| 2018–19 | Jean-Éric Vergne       | DS Techeetah                     | Spark-DS E-Tense FE 19         | DS Techeetah                    | Spark-DS E-Tense FE 19         |                         |
| 2019–20 | António Félix da Costa | DS Techeetah                     | Spark SRT05e / DS E-TENSE FE20 | DS Techeetah                    | Spark SRT05e / DS E-TENSE FE20 |                         |
| 2020–21 | Nyck de Vries          | Mercedes-Benz EQ Formula E Team  | Mercedes-EQ Silver Arrow 02    | Mercedes-Benz EQ Formula E Team | Mercedes-EQ Silver Arrow 02    |                         |
| 2021–22 | Stoffel Vandoorne      | Mercedes-Benz EQ Formula E Team  | Mercedes-EQ Silver Arrow 02    | Mercedes-Benz EQ Formula E Team | Mercedes-EQ Silver Arrow 02    |                         |
| 2022–23 | Jake Dennis            | Andretti Autosport               | Porsche 99X Electric           | Envision Racing                 | Jaguar I-Type 6                |                         |
| 2023–24 | Pascal Wehrlein        | TAG Heuer Porsche Formula E Team | Porsche 99X Electric           | Jaguar TCS Racing               | Jaguar I-Type 6                |                         |

## A Formula–E szabályai
- 12 csapat vesz részt a bajnokságban, 24 pilótával és 24 autóval
- Minden csapatnak 2 versenyzője lesz és 2 autója
- A bajnokság 11 városban kerül megrendezésre
- A pályák hossza 2,5 és 3 kilométer közt lesz, utcai helyszíneken
- 3 másodperc alatt gyorsulnak 0-ról 100-ra, végsebességük 220 kilométer per óra körül van
- A hangerő kisebb, mint más versenyautók esetében, körülbelül 80 decibel[18][19]

### Versenyszabályok
- Reggel szabadedzéssel kezdenek, majd következik az időmérő edzés
- Az időmérő edzésen a pilóták 1-1 mért kört tesznek meg
- A hat leggyorsabb versenyző viszont egy Super Pole-on vesz részt

A versenyek 45 percesek + 1 körösek.

### A jelenlegi pontozási rendszer
| Helyezés | '  | 2. helyezett, ezüstérmes | '  | 4. | 5. | 6. | 7. | 8. | 9. | 10. | PL | FL |
| Pont     | 25 | 18                       | 15 | 12 | 10 | 8  | 6  | 4  | 2  | 1   | 3  | 2  |

PL: Pole-pozíció
FL: Leggyorsabb kör

## Nagydíjak
Jelmagyarázat
     – Jelenleg is aktív helyszín.
| Ország           | Város          | Pálya                                             | Versenyek száma | Első verseny         | Utolsó verseny    |
| ---------------- | -------------- | ------------------------------------------------- | --------------- | -------------------- | ----------------- |
| Kína             | Peking         | Beijing Olympic Green Circuit                     | 2               | 2014. szeptember 13. | 2015. október 24. |
| Kína             | Sanya          | Sanya Street Circuit                              | 2               | 2019. március 23.    | —                 |
| Hongkong         | Hongkong       | Hong Kong Central Harbourfront Circuit            | 4               | 2016. október 9.     | 2019. március 10. |
| Nagy-Britannia   | London         | Battersea Park Street Circuit                     | 4               | 2015. június 27.     | 2016. július 3.   |
| Nagy-Britannia   | London         | Royal Docks and ExCeL London                      | 2               | 2020. július 25.     | —                 |
| Egyesült Államok | Miami          | Biscayne Bay Street Circuit                       | 1               | 2015. március 14.    | 2015. március 14. |
| Egyesült Államok | Long Beach     | Long Beach Street Circuit                         | 2               | 2015. április 4.     | 2016. április 3.  |
| Egyesült Államok | New York       | Brooklyn Street Circuit                           | 7               | 2017. július 15.     | —                 |
| Kanada           | Montréal       | Montreal Street Circuit                           | 2               | 2017. július 29.     | 2017. július 30.  |
| Argentína        | Buenos Aires   | Puerto Madero Street Circuit                      | 3               | 2015. január 10.     | 2017. február 18. |
| Mexikó           | Mexikóváros    | Autódromo Hermanos Rodríguez                      | 5               | 2016. március 12.    | —                 |
| Chile            | Santiago       | Santiago Street Circuit                           | 1               | 2018. február 3.     | 2018. február 3.  |
| Chile            | Santiago       | Parque O'Higgins Circuit                          | 2               | 2019. január 26.     | —                 |
| Uruguay          | Punta del Este | Punta del Este Street Circuit                     | 3               | 2014. december 13.   | 2018. március 17. |
| Malajzia         | Putrajaya      | Putrajaya Street Circuit                          | 2               | 2014. november 22.   | 2015. november 7. |
| Marokkó          | Marrákes       | Circuit International Automobile Moulay El Hassan | 4               | 2016. november 12.   | —                 |
| Szaúd-Arábia     | Rijád          | Riyadh Street Circuit                             | 3               | 2018. december 15.   | —                 |
| Indonézia        | Jakarta        | National Monument Street Circuit                  | 1               | 2020. június 6.      | —                 |
| Dél-Korea        | Szöul          | Seoul Street Circuit                              | 1               | 2020. május 3.       | —                 |
| Monaco           | Monte-Carlo    | Circuit de Monaco                                 | 3               | 2015. május 9.       | 2019. május 11.   |
| Franciaország    | Párizs         | Paris Street Circuit                              | 5               | 2016. április 23.    | —                 |
| Olaszország      | Róma           | Circuto Cittadino dell’EUR                        | 3               | 2018. április 14.    | —                 |
| Németország      | Berlin         | Berlin Street Circuit                             | 1               | 2016. május 21.      | 2016. május 21.   |
| Németország      | Berlin         | Tempelhof Airport Street Circuit                  | 5               | 2015. május 23.      | —                 |
| Oroszország      | Moszkva        | Moscow Street Circuit                             | 1               | 2015. június 6.      | 2015. június 6.   |
| Svájc            | Zürich         | Zürich Street Circuit                             | 1               | 2018. június 10.     | 2018. június 10.  |
| Svájc            | Bern           | Bern Street Circuit                               | 1               | 2019. június 22.     | 2019. június 22.  |

## Csapatok
| Csapat                                 | Aktív évek       |
| Korábbi csapatok                       | Korábbi csapatok |
| -------------------------------------- | ---------------- |
| Team Aguri                             | 2014–2016        |
| Trulli GP†                             | 2014–2016        |
| China Racing NEXTEV TCR Formula E Team | 2014–2017        |
| Reanult e.dams                         | 2014–2018        |
| NIO Formula E Team                     | 2017–2019        |
| HWA Team                               | 2019             |
| Jelenlegi csapatok                     |                  |
| Mahindra Racing                        | 2014–            |
| Virgin Racing                          | 2014–            |
| Dragon Racing                          | 2014–            |
| Andretti Autosport                     | 2014–            |
| Venturi Grand Prix                     | 2014–            |
| Audi Sport ABT Schaffler               | 2014–            |
| Techeetah                              | 2016–            |
| Jaguar Racing                          | 2016–            |
| Nissan e.dams                          | 2018–            |
| Mercedes-Benz EQ Formula E Team        | 2019–            |
| Porsche Formula E Team                 | 2019–            |
| NIO 333 FE Team                        | 2019–            |

† A Trulli GP csak nevezve volt a 2015–2016-os szezonra, de még a szezon előtt csődbe ment.

## Tv-közvetítések
A Formula–E versenysorozat hivatalos közvetítője Magyarországon a Digi Sport volt, majd a 2017-2018-as szezontól az Eurosport. A 2015–2016-os idény során a Digi Sport a versenyhétvégék második szabadedzését, időmérő edzését és versenyét közvetítik, kommentátorok Godina Zsolt illetve Vidu Pál és Kőváry Barna szakkommentátor. A 2016-2017-es szezontól az Eurosport átvette a jogokat a Digi Sporttól és összefoglalókat mutatott. A 2017-2018-as szezontól megjelentek az élő közvetítések az összefoglalók mellett. Élőben az időmérőket és a futamokat mutatták a tv nézőknek. Kommentátorok: Lantos András Várhegyi Ferenc Vörös Csaba és Pintér László.